# Fifth United States Army
Die Fifth United States Army (deutsch 5. US-Armee) war ein Großverband der United States Army im Zweiten Weltkrieg. Gegenwärtig bildet sie als US Army North ein Unterkommando des United States Northern Command mit Zuständigkeit für Nordamerika.

## Geschichte

### Zweiter Weltkrieg

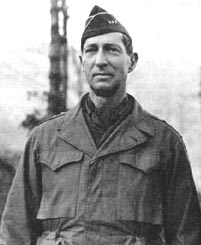
General Mark W. Clark

Die Armee wurde nach der alliierten Landung in Nordafrika (Operation Torch) am 3. Januar 1943 in Marokko aufgestellt. In der Geschichte der US-Streitkräfte war sie damit die erste außerhalb der Vereinigten Staaten gebildete Armee. Ihr erster Befehlshaber war Lieutenant General Mark W. Clark.
Ihr erster Kampfeinsatz war die Operation Avalanche während der alliierten Invasion in Italien im September 1943. Dafür wurden ihr das VI. US-Corps sowie das britische X. Corps unterstellt.
Während der Schlacht um Monte Cassino 1944 wurde die Armee durch das II. US-Corps und das freifranzösische Expeditionskorps (General Juin) verstärkt. Das VI. Corps führte danach die Landung bei Anzio (Operation Shingle) durch. Am 4. Juni 1944 nahmen Einheiten der 5. Armee Rom ein. Kurz darauf wurde das VI. Corps in Vorbereitung der Invasion in Südfrankreich (Operation Dragoon) an die 7th US Army abgegeben und durch das IV. US-Corps ersetzt. Das französische Expeditionskorps wurde durch das britische XIII. Corps abgelöst und zum Aufbau der französischen 1e Armée verwendet.
Es folgte der Kampf um die Gotenstellung bei Pisa und Florenz. Im Dezember 1944 übernahm General Clark den Befehl über die 15th Army Group und wurde als Befehlshaber der 5th US Army durch General Lucian K. Truscott abgelöst. Im Frühjahr 1945 befreite die 5th US Army im Zuge der Frühjahrsoffensive das westliche Oberitalien bis Genua und zum Brennerpass. Im Oktober 1945 wurde die Armee in Italien deaktiviert.

### Nachkriegszeit
Im Juni 1946 erfolgte die Reaktivierung in Chicago. Die Armee war danach Teil der Heeresreserve und für Ausbildung und Rekrutierung zuständig. 1971 wurde die Armee mit der danach aufgelösten 4th US Army zusammengelegt und das Hauptquartier von Fort Sheridan (Illinois) nach Fort Sam Houston in San Antonio/Texas verlegt. Reserveeinheiten der 5th Army waren Anfang der 1990er Jahre im Irak und in Somalia im Einsatz. 1995 wurden im Zuge einer Neuaufteilung der Zuständigkeiten bei der Heimatverteidigung der Armee die 21 Staaten westlich des Mississippi mit Ausnahme von Minnesota als Area of Responsibility (AOR) zugeteilt.
2002 wurde das Armeekommando dem neugebildeten United States Northern Command unter der Bezeichnung US Army North (ARNORTH) unterstellt. Ihre Aufgaben umfassen Heimatverteidigung und zivile Unterstützung sowie Sicherheitszusammenarbeit für die kontinentalen Vereinigten Staaten einschließlich Alaskas sowie Kanada und Mexiko. Der derzeitige Kommandierende General ist Lieutenant General John R. Edwards Jr.

## Liste der Kommandeure
| Beginn der Berufung | Ende der Berufung | Kommandierender General        |
| ------------------- | ----------------- | ------------------------------ |
| 1943                | 1944              | Mark W. Clark                  |
| 1944                | 1945              | Lucian K. Truscott             |
|                     |                   | Inaktiv                        |
| 1946                | 1948              | Walton Walker                  |
| 1948                | 1951              | Stephen J. Chamberlin          |
| 1951                | 1952              | Albert C. Smith                |
| 1952                | 1954              | William B. Kean                |
| 1954                | 1955              | Hobart R. Gay                  |
| 1955                | 1955              | Philip De Witt Ginder          |
| 1955                | 1960              | William Howard Arnold          |
| 1961                | 1962              | Emerson LeRoy Cummings         |
| 1962                | 1962              | Lloyd R. Moses                 |
| 1962                | 1963              | John K. Waters                 |
| 1963                | 1966              | Charles G. Dodge               |
| 1966                | 1966              | Joseph E. Bastion Jr.          |
| 1966                | 1969              | John H. Michaelis              |
| 1969                | 1971              | Vernon P. Mock                 |
| 1971                | 1971              | George V. Underwood Jr.        |
| 1971                | 1973              | Patrick F. Cassidy             |
| 1973                | 1973              | George P. Seneff               |
| 1973                | 1974              | John J. Hennessey              |
| 1974                | 1975              | Donald V. Rattan               |
| 1975                | 1978              | Allen M. Burdett Jr.           |
| 1978                | 1980              | William B. Caldwell III        |
| 1980                | 1983              | John R. McGiffert II           |
| 1983                | 1985              | Edward A. Partain              |
| 1985                | 1987              | Louis C. Menetrey              |
| 1987                | 1989              | William H. Schneider           |
| 1989                | 1991              | George R. Stotser              |
| 1991                | 1991              | Donald E. Eckelbarger          |
| 1991                | 1991              | F.J. Walters                   |
| 1991                | 1991              | Bruce W. Moore                 |
| 1991                | 1994              | Neal T. Jaco                   |
| 1994                | 1996              | Marc A. Cisneros               |
| 1996                | 1998              | Joseph W. Kinzer               |
| 1998                | 2000              | Robert F. Foley                |
| 2000                | 2003              | Freddy E. McFarren             |
| 2003                | 2006              | Robert T. Clark                |
| 2006                | 2010              | Thomas R. Turner II            |
| 2010                | 2011              | Guy C. Swan III                |
| 2011                | 2013              | William B. Caldwell IV         |
| 2013                | 2016              | Perry L. Wiggins               |
| 2016                | 2019              | Jeffrey S. Buchanan            |
| 2019                | 2021              | Laura J. Richardson            |
| 2021                | 2024              | John R. Evans Jr.              |
| 2024                | 2024              | Scott M. Sherman kommissarisch |
| 2024                | amtierend         | Allan Pepin                    |

## Verweise